# Porto Moniz
Porto Moniz este un oraș situat în nord-vestul insulei Madeira, Portugalia.
- Populație: 2.927 (2001)
- Suprafața: 80,4 km²/8.040 ha
- Densitate: 36,41 locuitori/km²
- Cod poștal: 9???

| Nume              | Populație | Suprafața | Densitate | Altitudine | Locație                                |
| ----------------- | --------- | --------- | --------- | ---------- | -------------------------------------- |
| Achadas da Cruz   | 220       | 10 km²    | 22/km²    | 575 m      | 32,833 (32°50') N 17,21667 (17°13') W  |
| Porto Moniz       | 1.700     | 21 km²    | 81/km²    | 336 m      | 32,85 (32°51') N 17,1667 (17°10') W    |
| Ribeira da Janela | 291       | 19.9 km²  | 14,6/km²  | 575 m      | 32,833 (32°50') N 17,15 (17°9') W      |
| Seixal            | 716       | 29,5 km²  | 24.3/km²  | 470 m      | 32,81667 (32°49') N 17,11667 (17°7') W |

| Nordvest:        | Nord:             |                  |
| Vest: Calheta    | Porto Moniz       | Est: São Vicente |
| Sudvest: Calheta | Sud: Ponta do Sol |                  |